# 추수진
추수진(1981년 2월 27일~ )은 대한민국의 교수이자 아동문학가이다.
| 추수진   |                        |
| 출생     | 1981년 02월 27일(44세) |
| 직업     | 대학교수, 아동문학가   |
| 종교     | 개신교                 |
| 웹사이트 | 인스타그램             |

## 학력
- 한솔고등학교 졸업
- 강남대학교 졸업
- 세종대학교 교육대학원 석사 졸업
- 건국대학교 일반대학원 박사 과정 수료

## 경력
- 수원여자대학교, 국제대학교 외래교수(2010~2016)
- 수원여자대학교 전임교수(2017~)

## 작품 활동(저서)
- 생각이 자라고 마음이 예뻐지는 동시
- 사랑하며 성장하는 친구들(유아를 위한 인성 동시)
- 호기심이 자라는 영아를 위한 동시
- 상상나라로의 여행
- 자녀와 함께 읽 동시
- 만 2세 영아를 위한 동시집(2020 개정 표준보육과정에 맞춘 활동계획안 수록)
- [개정판] 2019 개정 누리과정에 맞춘 유아 동시집 동시계획안 수록
- 어린이 김치 백김치 동시집(추수진 외 공저)

- 2024 개정 표준보육과정에 맞춘 영아 동시집(동시계획안 수록)
- 영유아를 위한 언어교육: 이론과 실제(추수진 외 1인 공저)
- 우리는 지금 빛나고 있어요

## 학술 활동
- 영유아를 대상으로 한 연구 및 예비보육교사를 대상으로 다음과 같은 학술 활동을 하였다.
- 패러디 그림책에 관한 만 5세 유아의 반응(2018)
- 만2세반 자유놀이시간에 보육교사와의 상호작용을 통해 나타난 영아의 수학적 경험(2019)
- 보육 실습 현장에서 실습생이 경험하는 어려움과 보람(2019)
- 아동과학지도 수업을 통해 나타난 예비 보육교사의 과학에 관한 인식(2021)
- 좋은 교사와 좋은 수업에 관한 예비 보육교사의 인식(2023)
- 예비 보육교사의 역량 강화를 위한 블렌디드 러닝(Blended Learning) 교수모형 개발 및 적용(2024)
- 예비보육교사의 전공 선택 동기와 보육교사에 대한 역할 기대 탐색(2024)
- 예비 보육교사의 보육교사 역할 기대와 소양에 관한 탐색(2024)